# Lepanthes maxillaris
Lepanthes maxillaris är en orkidéart som beskrevs av Carlyle August Luer och Alexander Charles Hirtz. Lepanthes maxillaris ingår i släktet Lepanthes och familjen orkidéer. Inga underarter finns listade i Catalogue of Life.